# Alessio (wielerploeg)
Alessio was een Italiaanse wielerploeg, die bestond van 1998 tot 2004. De ploeg stond onder leiding van Bruno Cenghialta en werd gesponsord door de naamgever, de Italiaanse autowielenfabrikant Alessio. 
Alessio sproot eigenlijk voort uit het vanaf 1998 bestaande Ballan, wegens de terugtrekking van dat bedrijf uit de Gewiss-ploeg. In 1999 was het bedrijf Alessio nog cosponsor naast Ballan, maar een jaar later werd het hoofdsponsor van de wielerploeg. Na 2004 stapten veel Alessio-renners over naar de nieuwe Liquigas-wielerploeg.

## Bekende renners
- Magnus Bäckstedt (2004)
- Adriano Baffi (1998)
- Fabio Baldato (1999, 2003-2004)
- Alessandro Bertolini (2000-2004)
- Pietro Caucchioli (2001-2004)
- Gabriele Colombo (1998)
- Laurent Dufaux (2002-2003)
- Raffaele Ferrara (2001-2004)
- Angelo Furlan (2000-2004)
- Oleksandr Hontsjenkov (1998-2000)
- Marcus Ljungqvist (2004)
- Nicola Loda (1998-1999)
- Cristian Moreni (2002-2004)
- Andrea Noè (2003-2004)
- Pjotr Oegroemov (1998-1999)
- Serhi Oesjakov (2000)
- Alberto Ongarato (1999)
- Franco Pellizotti (2001-2004)
- Gilberto Simoni (1999)
- Scott Sunderland (2004)
- Andrea Tafi (2004)
- Matteo Tosatto (1998-1999)

## Grootste overwinningen
De grootste overwinningen van renners van Alessio waren Parijs-Roubaix in 2004 met Magnus Bäckstedt, het Oekraïens kampioenschap in 2000 met Serhij Oetsjakov en het Italiaans kampioenschap in 2004 met Cristian Moreni. Daarnaast wonnen renners van Alessio diverse etappes in de Ronde van Italië en kleinere etappewedstrijden als de Ster van Bessèges.